# Valley Automobile Company
Valley Automobile Company war ein US-amerikanischer Hersteller von Automobilen.

## Unternehmensgeschichte
Newell O. Allyn hatte für Packard und der Winton Motor Car Company gearbeitet. 1908 gründete er das Unternehmen in Warren in Ohio. Im gleichen Jahr begann er mit der Produktion von Automobilen. Der Markenname lautete Valley. Noch 1908 endete die Produktion. Später waren alleine im Staate Michigan acht Fahrzeuge dieser Marke registriert. Eine zweite Quelle bestätigt acht Fahrzeuge.

## Fahrzeuge
Allyn hatte einen Umlaufmotor entwickelt. Es war ein Vierzylindermotor mit Luftkühlung. Er war vorne im Fahrzeug montiert und trieb die Hinterachse an.
Die Automobilzeitschrift The Automobile testete den Motor. Die Beurteilung fiel nicht so gut aus, insbesondere im Vergleich zu den Umlaufmotoren von Adams-Farwell.